# Mount Deardorff
Mount Deardorff är ett berg i Antarktis. Det ligger i Västantarktis. Nya Zeeland gör anspråk på området. Toppen på Mount Deardorff är 2 380 meter över havet, eller 566 meter över den omgivande terrängen. Bredden vid basen är 4,0 km.
Terrängen runt Mount Deardorff är bergig åt sydväst, men åt nordost är den kuperad. Trakten är obefolkad. Det finns inga samhällen i närheten.